# Модена
Вижте пояснителната страница за други значения на Модена.
Мо́дена (на италиански: Modena) е град и община в Северна Италия, регион Емилия-Романя, административен център на едноименната провинция. Население – 180 008 души към 30 септември 2009 г.

## Спорт
Представителният футболен отбор на града се казва ФК Модена.
В близост до Модена е състезателната писта Autodromo di Modena с дължина 2,4 км, открита през 1950 г. Овалът ѝ е пресечена от писта с дължина около 1,6 км, използвана от местния авиоклуб.

## Известни личности
Родени в Модена
- Енцо Ферари (1898 – 1988), автомобилист
- Масимо Ботура (р. 1962), готвач
- Лучано Павароти (1935 – 2007), оперен певец
- Мирела Френи (1935 – 2020), оперна певица

Починали в Модена
- Енцо Ферари (1898 – 1988), автомобилист
- Лучано Павароти (1935 – 2007), оперен певец
- Николай Гяуров (1929 – 2004), български оперен певец

## Побратимени градове
- Австрия – Линц
- Бразилия – Лондрина
- България – Стара Загора
- Казахстан – Алмати
- Китай – Бънси
- САЩ – Хайленд парк, окръг Лейк, Илинойс
- САЩ – Сейнт Пол, Минесота
- Сърбия – Нови Сад